# Bảo tàng Solomon R. Guggenheim
Bảo tàng Solomon R. Guggenheim là tác phẩm cuối cùng trong số 600 công trình đã xây dựng của kiến trúc sư Frank Lloyd Wright, được xây từ 1957 đến 1959 tại Thành phố New York (Hoa Kỳ). Tên đầy đủ của công trình này là Bảo tàng Solomon Robert Guggenheim, nhưng thường được gọi vắn tắt là The Guggenheim. Đây là một thành viên trong số các viện bảo tàng thuộc hệ thống bảo tàng quốc tế dưới sự điều hành của Quỹ Solomon Robert Guggenheim. Công trình này nằm trên đại lộ số 5, thuộc phần thượng, cánh phía đông của thành phố New York. Đây là một trong số những bảo tàng nổi tiếng nhất ở khu Manhattan: nằm trên "quãng đường bảo tàng" trên đại lộ số 5.

## Kiến trúc
Công trình có khu vực bảo tàng chính là một hình côn dưới nhỏ, trên to. Sau khi theo nút thang máy lên tầng trên, người xem theo một sàn nghiêng thoải dần, xoắn ốc xuống dần tới tầng một. Đó là một không gian bảo tàng kiểu mới, người tham quan đứng ở vị trí nào ở các tầng cũng có thể chiêm ngưỡng cây xanh và trang trí ở tầng một. Ngoài không gian liên tục, việc lấy ánh sáng từ trên cao cũng là một đặc điểm nổi trội.